# Liste der Nummer-eins-R&B-Alben in den USA (1982)
Dies ist eine Liste der Nummer-eins-Alben in den von Billboard ermittelten Verkaufscharts für R&B-Alben in den USA im Jahr 1982. In diesem Jahr gab es fünfzehn Nummer-eins-Alben.
| ← 1981 ← | Liste der Nummer-eins-R&B-Alben in den USA | Liste der Nummer-eins-R&B-Alben in den USA | Liste der Nummer-eins-R&B-Alben in den USA | 1983 →                    |
| \| Zeitraum \| Wo. ges. \| Interpret \| Titel \| Zusätzliche Informationen \| \| (Zeitraum, Wochen auf Platz eins, Interpret, Titel, zusätzliche Informationen) \| \| \| \| \| \| ------------------------------------------------------------------------------ \| -------- \| -------------------- \| ----------------------------------------- \| ------------------------- \| \| 26. Dezember 1981 – 5. Februar 1982 6 Wochen (insgesamt 10) \| 10 \| Earth, Wind and Fire \| Raise![1] \| – \| \| 6. Februar 1982 – 19. Februar 1982 2 Wochen (insgesamt 2) \| 2 \| Skyy \| Skyy Line[2] \| – \| \| 20. Februar 1982 – 26. März 1982 5 Wochen (insgesamt 5) \| 5 \| Bobby Womack \| The Poet[3] \| – \| \| 27. März 1982 – 16. April 1982 3 Wochen (insgesamt 5) \| 5 \| Skyy \| Skyy Line \| – \| \| 17. April 1982 – 23. April 1982 1 Woche (insgesamt 1) \| 1 \| The Whispers \| Love Is Where You Find It[4] \| – \| \| 24. April 1982 – 7. Mai 1982 2 Wochen (insgesamt 2) \| 2 \| Shalamar \| Friends[5] \| – \| \| 8. Mai 1982 – 28. Mai 1982 3 Wochen (insgesamt 3) \| 3 \| Atlantic Starr \| Brilliance[6] \| – \| \| 29. Mai 1982 – 4. Juni 1982 1 Woche (insgesamt 1) \| 1 \| Ray Parker, Jr. \| The Other Woman[7] \| – \| \| 5. Juni 1982 – 18. Juni 1982 2 Wochen (insgesamt 2) \| 2 \| Stevie Wonder \| Stevie Wonder’s Original Musiquarium I[8] \| – \| \| 19. Juni 1982 – 25. Juni 1982 1 Woche (insgesamt 1) \| 1 \| Dazz Band \| Keep It Live[9] \| – \| \| 26. Juni 1982 – 2. Juli 1982 1 Woche (insgesamt 3) \| 3 \| Stevie Wonder \| Stevie Wonder’s Original Musiquarium I \| – \| \| 3. Juli 1982 – 3. September 1982 9 Wochen (insgesamt 9) \| 9 \| The GAP Band \| Gap Band IV[10] \| – \| \| 4. September 1982 – 22. Oktober 1982 7 Wochen (insgesamt 7) \| 7 \| Aretha Franklin \| Jump to It[11] \| – \| \| 23. Oktober 1982 – 5. November 1982 2 Wochen (insgesamt 2) \| 2 \| Evelyn King \| Get Loose[12] \| – \| \| 6. November 1982 – 26. November 1982 3 Wochen (insgesamt 3) \| 3 \| Luther Vandross \| Forever, for Always, for Love[13] \| – \| \| 27. November 1982 – 3. Dezember 1982 1 Woche (insgesamt 1) \| 1 \| Lionel Richie \| Lionel Richie[14] \| – \| \| 4. Dezember 1982 – 31. Dezember 1982 4 Wochen (insgesamt 4) \| 4 \| Marvin Gaye \| Midnight Love[15] \| – \| |                                            |                                            |                                            |                           |
| ← 1981 |                                            |                                            |                                            | → 1983 →                  |
| Zeitraum | Wo. ges.                                   | Interpret                                  | Titel                                      | Zusätzliche Informationen |
| (Zeitraum, Wochen auf Platz eins, Interpret, Titel, zusätzliche Informationen) |                                            |                                            |                                            |                           |
| 26. Dezember 1981 – 5. Februar 1982 6 Wochen (insgesamt 10) | 10                                         | Earth, Wind and Fire                       | Raise!                                     | –                         |
| 6. Februar 1982 – 19. Februar 1982 2 Wochen (insgesamt 2) | 2                                          | Skyy                                       | Skyy Line                                  | –                         |
| 20. Februar 1982 – 26. März 1982 5 Wochen (insgesamt 5) | 5                                          | Bobby Womack                               | The Poet                                   | –                         |
| 27. März 1982 – 16. April 1982 3 Wochen (insgesamt 5) | 5                                          | Skyy                                       | Skyy Line                                  | –                         |
| 17. April 1982 – 23. April 1982 1 Woche (insgesamt 1) | 1                                          | The Whispers                               | Love Is Where You Find It                  | –                         |
| 24. April 1982 – 7. Mai 1982 2 Wochen (insgesamt 2) | 2                                          | Shalamar                                   | Friends                                    | –                         |
| 8. Mai 1982 – 28. Mai 1982 3 Wochen (insgesamt 3) | 3                                          | Atlantic Starr                             | Brilliance                                 | –                         |
| 29. Mai 1982 – 4. Juni 1982 1 Woche (insgesamt 1) | 1                                          | Ray Parker, Jr.                            | The Other Woman                            | –                         |
| 5. Juni 1982 – 18. Juni 1982 2 Wochen (insgesamt 2) | 2                                          | Stevie Wonder                              | Stevie Wonder’s Original Musiquarium I     | –                         |
| 19. Juni 1982 – 25. Juni 1982 1 Woche (insgesamt 1) | 1                                          | Dazz Band                                  | Keep It Live                               | –                         |
| 26. Juni 1982 – 2. Juli 1982 1 Woche (insgesamt 3) | 3                                          | Stevie Wonder                              | Stevie Wonder’s Original Musiquarium I     | –                         |
| 3. Juli 1982 – 3. September 1982 9 Wochen (insgesamt 9) | 9                                          | The GAP Band                               | Gap Band IV                                | –                         |
| 4. September 1982 – 22. Oktober 1982 7 Wochen (insgesamt 7) | 7                                          | Aretha Franklin                            | Jump to It                                 | –                         |
| 23. Oktober 1982 – 5. November 1982 2 Wochen (insgesamt 2) | 2                                          | Evelyn King                                | Get Loose                                  | –                         |
| 6. November 1982 – 26. November 1982 3 Wochen (insgesamt 3) | 3                                          | Luther Vandross                            | Forever, for Always, for Love              | –                         |
| 27. November 1982 – 3. Dezember 1982 1 Woche (insgesamt 1) | 1                                          | Lionel Richie                              | Lionel Richie                              | –                         |
| 4. Dezember 1982 – 31. Dezember 1982 4 Wochen (insgesamt 4) | 4                                          | Marvin Gaye                                | Midnight Love                              | –                         |